# 레이몬드 월번

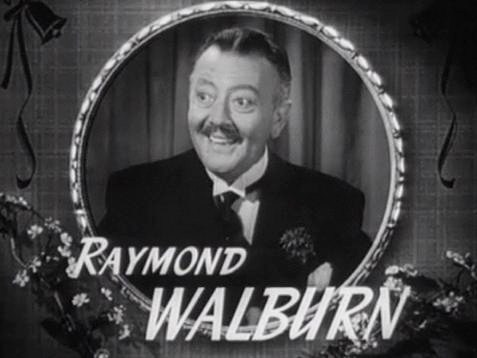

레이몬드 월번(Raymond Walburn, 1887년 9월 9일 ~ 1969년 7월 26일)은 미국의 배우, 영화배우이다.
뉴욕에서 태어났으며 뉴욕에서 사망하였다.

## 영화
- 골든 걸 (1951년)
- 라이딩 하이 (1950년)
- 스테이트 오브 더 유니온 (1948년)
- 해롤드 디들벅의 원죄 (1947년)
- 러버 컴 백 (1946년)
- 정복 영웅의 환영 (1944년)
- 레츠 페이스 잇 (1943년)
- 딕시 (1943년)
- 루이지아나 퍼처스 (1941년)
- 7월의 크리스마스 (1940년)
- 렛 프리덤 링 (1939년)
- 스윗하츠 (1938년)
- 씬 아이스 (1937년)
- 브로드웨이 멜로디 오브 1938 (1937년)
- 본 투 댄스 (1936년)
- 천금을 마다한 사나이 (1936년)
- 위대한 지그펠드 (1936년)
- 몬테 크리스토 백작 (1934년)